# Fatoumata Samassékou
Fatoumata Samassekou, född 31 december 1987, är en malisk simmare.
Samassékou tävlade för Mali vid olympiska sommarspelen 2012 i London, där hon blev utslagen i försöksheatet på 50 meter frisim. Vid olympiska sommarspelen 2016 i Rio de Janeiro, blev Samassékou även utslagen i försöksheatet på 50 meter frisim.